# ГЕС Мачкунд
ГЕС Мачкунд – гідроелектростанція на сході центральної частини Індії у штаті Одіша. Знаходячись перед ГЕС Балімела, становить верхній ступінь у каскаді на річці Сілеру, лівій притоці Сабарі, котра в свою чергу є лівою притокою Годаварі (одна з найдовших річок країни, яка впадає в Бенгальську затоку на узбережжі штату Андхра-Прадеш біля міста Раджамандрі).
У середині 1955 років Сілеру трохи вище за водоспад Дудума перекрили гравітаційною греблею Мачкунд висотою 22 метри та довжиною 315 метрів, яка потребувала 70 тис м3 матеріалу. Вона не утримує значного водосховища, а лише створює умови для відведення ресурсу до прокладеного по правобережжю дериваційного каналу довжиною 1,5 км. Останній переходить у тунель, що складається з двох відтинків у 1,3 та 0,9 км, розділених невеликим сховищем на струмку, який стікає праворуч до Сілеру. Далі через шість водоводів довжиною по 0,4 км ресурс подається до машинного залу, розташованого на березі річки нижче за водоспад. Тут в 1955-1959 роках встановили шість гідроагрегатів з турбінами типу Френсіс – трьома по 17 МВт та трьома по 23 МВт. При напорі у 184 метри вони повинні забезпечувати виробництво 644 млн кВт-год електроенергії на рік.

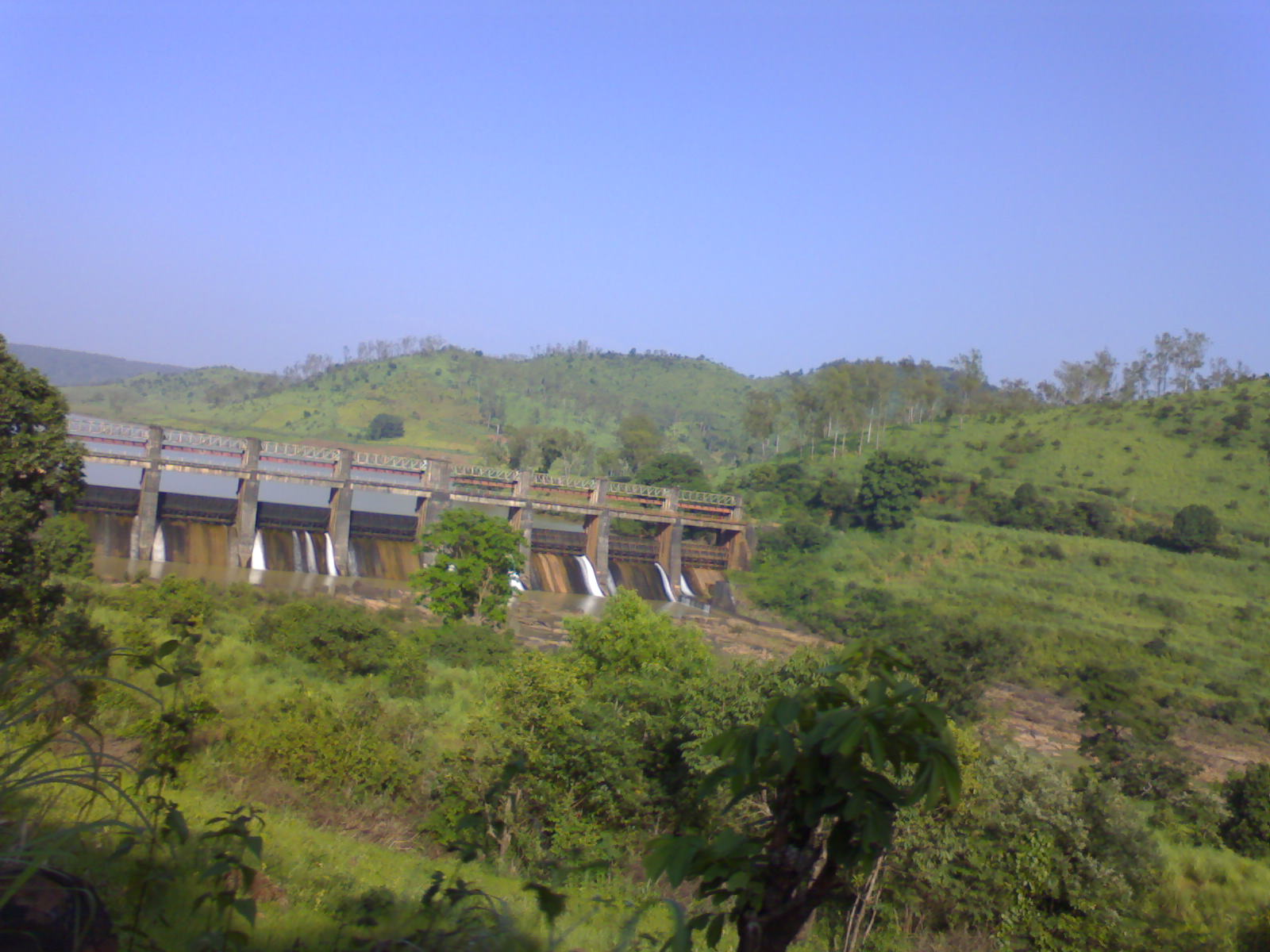
Гребля Джалапут

За кілька років після запуску першого агрегату, у 1959-му, в 17 милях вище по течії від греблі Мачкунд звели греблю Джалапут, яка мала за мету накопичення ресурсу. Ця гравітаційна мурована споруда висотою 61 метр та довжиною 419 метрів потребувала 313 тис м3 матеріалу. Вона утримує водосховище з об’ємом 971 млн м3 (корисний об’єм 893 млн м3) та нормальним коливанням рівня поверхні в операційному режимі між позначками 818 та 838 метрів НРМ.
Витік Сілери знаходиться на території Андхра-Прадеш, тоді як водосховище Джалапут та ділянка річки до сховища Балемела є кордоном між цим штатом та Одішою, а машинний зал знаходиться на території останньої. Як наслідок, греблею та ГЕС спільно володіють дві адміністративно-територіальні одиниці, при цьому Андхра-Прадеш належить 70%, а Одіші 30%.
Можливо відзначити, що після кількох десятків років експлуатації обладнання станції опинилось у поганому технічному стані та вона вже не могло видавати проектної потужності. При цьому поряд з заміною агрегатів розглядається також варіант спорудження нової ГЕС з іншою гідротехнічною схемою, яка б дозволила використати все падіння між водосховищами Балімела та Джалапут. Оскільки Сілеру після витоку з останнього прямує спершу на північний захід, за чим здійснює різкий розворот на південь у напрямку Балімели, відстань між сховищами напряму складає лише 15 км (більш ніж вдвічі менше, аніж по руслу), що цілком дозволяє організувати тут деривацію.